# Villa Wahlman
Villa Wahlman är en villa på 163 kvadratmeter i Ronneby vid en hörntomt av Övre Brunnsvägen 17 och Sveagatan 12 i kvarteret Ärlan 12. Den är ritad av arkitekten Lars Israel Wahlman, först som en skiss den 26 april 1906 och därefter med fullständiga ritningar i maj samma år. Beställare av denna ritning och förste ägare till villan var trafikchefen Carl Haqvin Fogelberg vid Blekinge kustbana med kontor i Ronneby. Villan är troligen uppförd 1907–08.
Området mellan Brunnsblekan i söder och trakten kring Glasbacken nära stadens centrum i norr hade i början av 1900-talet fått sammanhängande villabebyggelse längs hela Nedre Brunnsvägen. Högre upp mot bergsryggen i väster hade Övre Brunnsvägen blivit tillfartsväg mot Ronneby brunn.
I Ronneby byggnadsarkiv finns en beskrivning från 1986 av villan: "Enfamiljsvilla med hög takresning, stående panel, hörnentré, inbyggd, smårutiga tätt ihopsittande fönsterrutor, ändringsritningar 1953, 6 rum, kök och bad. – Brun stående panel, tegeltak, gråstensgrund."

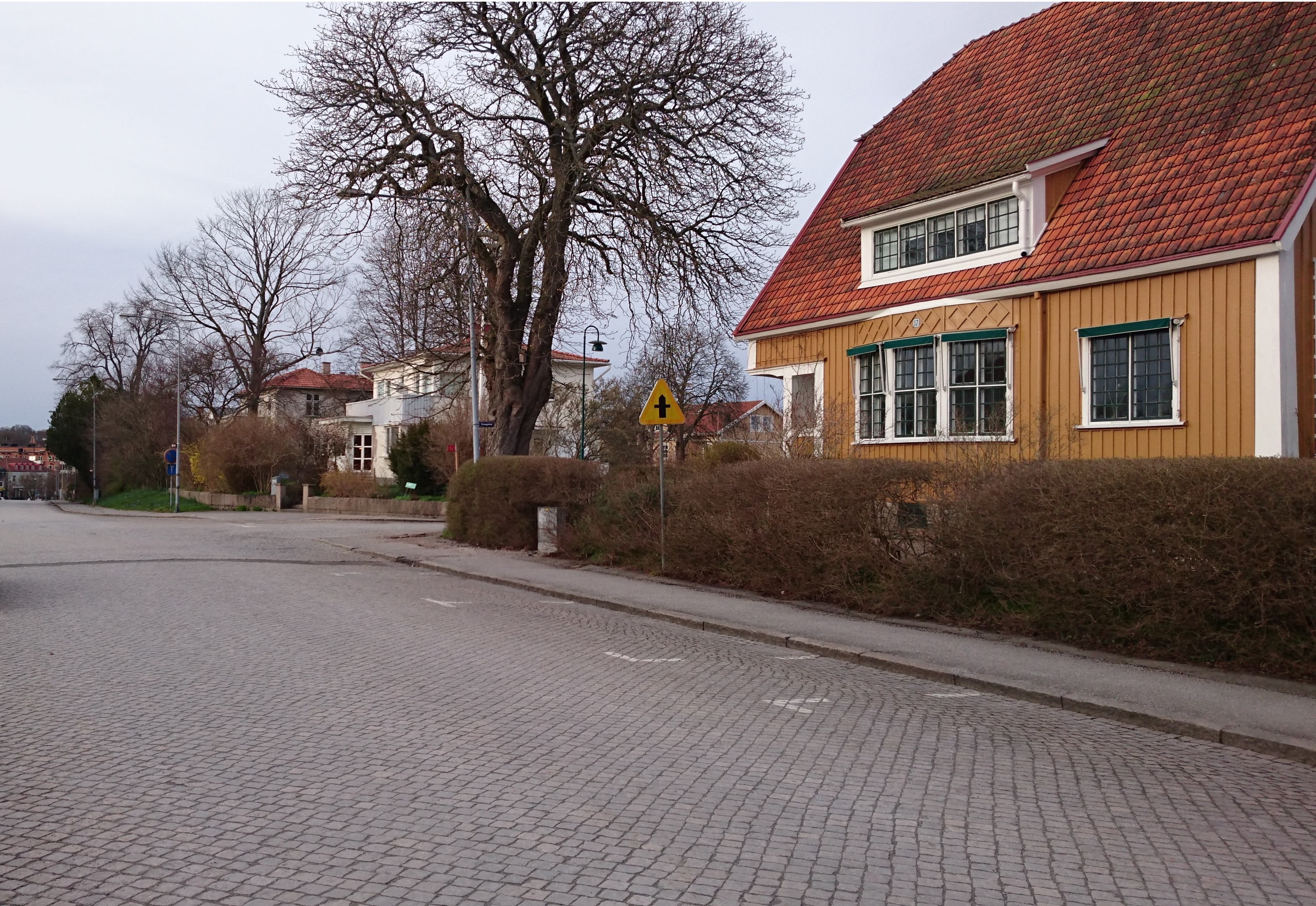
Villan på Övre Brunnsvägen 17 i Ronneby sedd från väster mot Sveagatan.

Från 1912 ägdes villan under två år av länsjägmästare Frank af Petersens (1877–1944). De som bosatte sig i den nya villan var Frank af Petersens med hustru Greta och deras barn.
Ny ägare från 1914 blev Ronneby församling. Då blev villan bostad för församlingens organist musikdirektören Simon Laurentius Sandhagen (1887–1927). Han var församlingens organist i fem år, från 1913 till 1918, därefter kantor i Luleå domkyrka. Sandhagen efterträddes i tjänsten och i bostaden av musikdirektör Ernfrid Bjuring (1896–1980), som var organist i församlingen i 44 år från 1918 till 1962. Familjen Bjuring bodde kvar i villan till 1944. Musikdirektör Ernfrid Bjuring bildade 1919 Ronneby kyrkokör och en stor del av denna anslöt sig till Ronneby Musiksällskap.
Villan på Övre Brunnsvägen är ett gott exempel på Lars Israel Wahlmans stil, att rita villor och egnahem under denna tidsperiod. År 1902 skrev han en artikel i Ord och Bild med rubriken "En gård och dess trevnad". I sin födelseort Hedemora lät han 1901 uppföra två villor – "Trefnan" för sina föräldrar och "Trotzgården" för en nära vän till familjen. I Stocksund byggdes 1904–06 "Villa Tallom" för hans egen familj. 
Gunnar Asplund kom redan under sin praktiktjänstgöring vid Wahlmans arkitektbyrå, att medverka i arbetet med ritningen till villan för Övre Brunnsvägen 17.

## Övre Brunnsvägen 21
Asplundvillan, är belägen på Övre Brunnsvägen 21, Kvarteret Ärlan 10, i Ronneby. Villan ritades av Gunnar Asplund för överbanmästare Edvard Johansson, som tjänstgjorde vid Blekinge Kustbana. Uppdraget förmedlades av  Wahlmans arkitektbyrå där Asplund hade praktiserat under sin studietid. Villan var nybyggd 1909 och är på 127 kvm boyta. Tomten är numera på 676 kvm efter en tomtmätning 1939.